# Ульяновка (Кирсановский район)
Улья́новка — село в Кирсановском районе Тамбовской области России. Входит в состав Соколовского сельсовета.

## География
Село находится в восточной части Тамбовской области, в лесостепной зоне, в пределах Окско-Донской равнины, на расстоянии примерно 30 км (по прямой) к северо-западу от города Кирсанов, административного центра района. Абсолютная высота — 200 м над уровнем моря.
Часовой пояс
Село Ульяновка, как и вся Тамбовская область, находится в часовой зоне МСК (московское время). Смещение применяемого времени относительно UTC составляет +3:00.

## Население
| 2010 |
| ---- |
| 135  |

Половой состав
По данным Всероссийской переписи населения 2010 года, в гендерной структуре населения мужчины составляли 46,7 %, женщины — соответственно 53,3 %.
Национальный состав
Согласно результатам переписи 2002 года, в национальной структуре населения русские составляли 96 % из 189 чел.

## Улицы
| - ул. Зелёная, - ул. Рабочая, - ул. Садовая, | - ул. Советская, - ул. Центральная, - пер. Центральный. |